# Anything Goes (canción de Cole Porter)
«Anything Goes» es una canción escrita por Cole Porter para su musical de 1934 del mismo nombre. Muchas de las letras incluyen referencias humorísticas a figuras de escándalo y chismes de la alta sociedad de la era de la Depresión.

## Antecedentes
La canción comienza con una referencia a la colonia de la bahía de Massachusetts:

«Los tiempos han cambiado, y a menudo hemos rebobinado el reloj. 
Desde que los puritanos recibieron un shock, cuando aterrizaron en Plymouth Rock. 
Si hoy, algún shock intentaran frenar, en lugar de aterrizar en Plymouth Rock,
Plymouth Rock aterrizaría sobre ellos».

Se cree que la primera estrofa influyó en los discursos de Malcolm X, quien en 1964 dijo: «Nuestros antepasados no fueron los peregrinos, no aterrizamos en Plymouth Rock, la roca aterrizó sobre nosotros».
La canción menciona a Mae West, símbolo sexual de Hollywood, y a Missus Ned McLean (Evalyn Walsh McLean), quien viajó a la Unión Soviética poco después de la Revolución rusa en un intento de hacer que un familiar zarista fuera reincorporado como embajador en los Estados Unidos. También se mencionan al industrialista John D. Rockefeller, el productor Max Gordon, The Vanderbilts, The Whitneys y la influyente dama Mendl.
Un verso hace referencia al fracaso de taquilla de Nana, protagonizada por Anna Sten, cuya pronunciación en inglés se decía que era incomprensible para todos, excepto para Goldwyn. (Goldwyn era de Polonia y Sten de Ucrania). La última estrofa hace referencia a un anuncio que Eleanor Roosevelt hizo para una compañía de camas.

## Versión de Tony Bennett y Lady Gaga
«Anything Goes» es una canción interpretada por los cantantes estadounidenses Tony Bennett y Lady Gaga, e incluida en su primer álbum dúo Cheek to Cheek (2014). Bennett y Gaga reinterpretaron la canción original de Cole Porter, escrita para el musical homónimo de 1934. Fue lanzada como el primer sencillo del disco el 29 de julio de 2014 bajo el sello Interscope Records.
Esta versión destaca por su estilo clásico y elegante, con arreglos jazzísticos que incluyen corno francés, platillos y saxofones. La canción recibió elogios de la crítica por su instrumentación, la química entre los artistas y la interpretación vocal de Gaga, considerada atemporal y versátil. 
«Anything Goes» alcanzó éxito moderado en las Lista de éxitos musicales, destacándose en territorios como los Estados Unidos, el Reino Unido e Italia. Como parte de la promoción, ambos artistas interpretaron la canción durante su gira conjunta Cheek to Cheek Tour, la cual comenzó el 30 de diciembre de 2014 en Las Vegas y contó con un total de 36 fechas.

### Antecedentes y grabación
Tony Bennett y Lady Gaga colaboraron por primera vez en 2011 con la canción «The Lady Is a Tramp», incluida en el álbum Duets II de Bennett. Posteriormente, Gaga le propuso grabar un álbum de jazz juntos, lo que dio origen a Cheek to Cheek (2014). Según Bennett, Gaga lo llamó desde Nueva Zelanda en septiembre de 2012 expresándole su interés en realizar el proyecto. Ambos artistas seleccionaron personalmente las canciones para el disco, eligiendo piezas emblemáticas del Great American Songbook, incluyendo «Anything Goes». Aunque la idea del álbum ya se estaba gestando desde 2012, la grabación no comenzó hasta la primavera de 2013 en Nueva York, y contó con la colaboración del cuarteto de Bennett —Mike Renzi, Gray Sargent, Harold Jones y Marshall Wood— además del pianista Tom Lanier, el trompetista Brian Newman, amigo cercano de Gaga, y otros destacados músicos como el saxofonista Joe Lovano y el flautista Paul Horn.
Curiosamente, Bennett había interpretado «Anything Goes» en su álbum Strike Up the Band (1959), una versión que Gaga escuchó por primera vez a los 13 años y describió como divertida, «sexy y poderosa». En la grabación, ambos artistas intercambiaron algunas líneas de la letra, creando una interpretación fresca y vibrante. La instrumentación incluye corno francés, platillos y saxofones, complementando las voces suaves de los artistas. Bobby Olivier de The Star-Ledger destacó la grabación por ser «tan suave como la seda», afirmando que la voz de Gaga tiene una atemporalidad que encaja perfectamente en el género. La portada del álbum fue realizada por Steven Klein, mostrando a Bennett y Gaga en un montaje al estilo de un recorte de periódico.

### Recepción

#### Comentarios de la crítica
Howard Reich del Chicago Tribune elogió el sencillo, destacando que Gaga estaba en «buen estado vocal» y Bennett en «forma clásica», añadiendo que «ambos cantantes se deleitan con el ritmo de swing». Bree Jackson de la revista V describió la canción como una «interpretación fresca» de la canción original de Cole Porter. Gil Kaufman de MTV News comentó que «Gaga claramente se divierte, mostrando una energía y entusiasmo dignos de Broadway», añadiendo que «junto a Bennett fusionan sus estilos únicos y muestran una encantadora simpatía en el estudio». Sin embargo, Alexa Camp de Slant Magazine criticó la actuación de Gaga, señalando que estaba «evidentemente afectada, marcada por gritos y una fraseología cliché». Edwin McFee de Hot Press calificó la canción como «anticuada» y opinó que la decisión de Gaga de intentar superar vocalmente a Bennett fue «un error terrible». A pesar de las opiniones divididas, la canción recibió una nominación en los premios TEC de 2014 por logro creativo destacado en la categoría de producción de grabación/sencillo.

#### Rendimiento comercial
En los Estados Unidos, «Anything Goes» alcanzó el primer puesto de la lista Jazz Digital Songs de Billboard en la semana del 3 de agosto de 2024, convirtiéndose en el segundo número uno de Gaga en dicho listado, después de «The Lady Is a Tramp» (2011), mientras que para Bennett fue su entrada número quince en el listado, y su tercer sencillo número uno. Según Nielsen SoundScan, en dicha semana, «Anything Goes» vendió 16 000 copias digitales en el país. Por otro lado, en el Reino Unido, la canción debutó en el puesto 174 del UK Singles Chart en la semana del 9 de agosto de 2014, mientras que en España alcanzó el número 40 y en Italia el puesto 65.

### Promoción

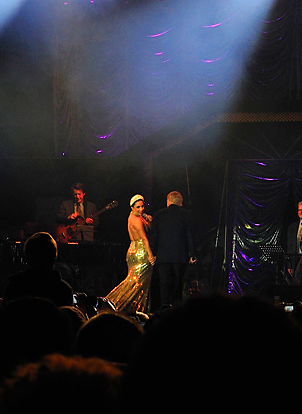
Lady Gaga y Tony Bennett en el Grand-Place durante su gira conjunta Cheek to Cheek Tour.

#### Video musical
El 29 de julio de 2014 se estrenó el videoclip de «Anything Goes» en las plataformas oficiales de Gaga. En esa ocasión, la cantante compartió en sus redes sociales que el video reflejaba la esencia del jazz puro, sin retoques, grabado en vivo con la banda, destacando la ausencia de efectos como el autotune o trucos digitales. El videoclip combina imágenes de ambos artistas interpretando la canción en un estudio con escenas de la promoción de Cheek to Cheek que llevaron a cabo en distintos eventos y conciertos.

#### Presentaciones en vivo
El 28 de julio de 2014, Bennett y Gaga presentaron por primera vez «Anything Goes» en el Frederick P. Rose Hall del Lincoln Center, en Nueva York, como parte de la promoción de Cheek to Cheek. Posteriormente, en agosto de 2014, Gaga se unió a Bennett en el Festival Internacional de Jazz de Montreal, sorprendiendo al público al aparecer en el escenario durante la interpretación de «Anything Goes». Ese mismo mes, ambos grabaron un especial televisivo que se transmitió por PBS en el otoño de ese año. Además, el 13 y 14 de septiembre, el canal Home Shopping Network emitió un programa especial titulado Tony Bennett and Lady Gaga: Cheek to Cheek, que ofreció a los espectadores imágenes del detrás de cámaras del proceso de grabación del álbum, mostrando a los artistas en el estudio y explicando cómo eligieron las canciones del Great American Songbook.
La promoción continuó con su interpretación durante la primera gira conjunta de ambos artistas, Cheek to Cheek Tour, la cual incluyó 36 conciertos en América del Norte y Europa a partir de diciembre de 2014. Finalmente, la última vez que interpretaron juntos «Anything Goes» fue en One Last Time: An Evening with Tony Bennett and Lady Gaga, un evento especial de dos noches celebrado en el Radio City Music Hall de Nueva York el 3 y 5 de agosto de 2021, para conmemorar los 95 años de Bennett.

### Posicionamiento en listas

#### Semanales
| Bélgica (Flandes) | Ultratop 50          | 53  |
| Bélgica (Valonia) | Ultratop 40          | 39  |
| España            | Top 50 Canciones     | 40  |
| Estados Unidos    | Jazz Digital Songs   | 1   |
| Francia           | French Singles Chart | 178 |
| Italia            | Top Singoli          | 65  |
| Japón             | Japan Hot 100        | 44  |
| Reino Unido       | UK Singles Chart     | 174 |

## Otras versiones
- Frank Sinatra grabó la canción para Capitol Records entre el 17 de octubre de 1955 y el 16 de enero de 1956. Su versión fue incluida en Songs for Swingin' Lovers! en marzo de 1956.[33]

- Casi simultáneamente, Chris Connor grabó la canción el 23 de enero o el 8 de febrero en su primer álbum para Atlantic Records.[34]

- También en 1956, Ella Fitzgerald lanzó la primera de dos versiones. Grabada entre el 7 de febrero y el 27 de marzo de ese mismo año para Verve, su primera versión fue lanzada en Ella Fitzgerald Sings the Cole Porter Songbook.[35] En 1972, Atlantic publicó Ella Loves Cole.[36] Esta segunda versión fue arreglada por Nelson Riddle.[36]

- También bajo el sello Verve, Stan Getz y Gerry Mulligan lanzaron una versión instrumental de la canción en 1957 en su álbum Getz Meets Mulligan in Hi-Fi, en el que intercambiaron instrumentos.[37]

- Pat Suzuki la grabó en su álbum homónimo, Pat Suzuki, en 1958.[38]

- Tony Bennett grabó la canción por primera vez el 3 o 5 de enero de 1959 con la Count Basie Orchestra para Roulette. La grabación fue publicada en Basie Swings, Bennett Sings, también conocido como Strike Up the Band.[39]

- The Dave Brubeck Quartet grabó la canción para el álbum de 1966 Anything Goes! The Dave Brubeck Quartet Plays Cole Porter; Brubeck y su cuarteto grabaron su versión entre el 8 de diciembre de 1965 y el 17 de febrero de 1966 para Columbia.[40]

- La canción fue grabada por Harpers Bizarre y lanzada como sencillo en 1967. La versión del grupo alcanzó el puesto cuarenta y tres en la lista de sencillos pop de Billboard y el puesto seis en Adult Contemporary.[41]

- Casi dos décadas después, la canción fue parcialmente traducida al mandarín para la película de 1984 Indiana Jones and the Temple of Doom, presumiblemente con la ayuda de John Williams, quien arregló la banda sonora de la película. La canción es interpretada por el personaje de Kate Capshaw en la escena inicial de la película, con un número de cabaret sincronizado en un club nocturno de Shanghái hacia 1935. La canción está incluida en la banda sonora original de la película.[42]

- En la actuación de 1982 en Royal Variety Performance, Peter Skellern interpretó la canción.[43]

- Patti LuPone interpretó y grabó la canción para la producción de 1987 del musical en el Lincoln Center, en la que interpretó a Reno Sweeney.[44]